# Хом'як Іван Миколайович
Іван Миколайович Хом'як (*8 травня 1951) — український учений-лінгводидакт. Доктор педагогічних наук, професор, академік АН ВШ України з 2009 р. відзначений нагородою Ярослава Мудрого в галузі науки і техніки.

## Життєпис
Народився в шахтарській родині. Навчався в середній школі № 3 м. Нововолинська Волинської обл. У 1968 р. вступив на українське відділення філологічного факультету Рівненського державного педагогічного інституту. Працював учителем української мови і літератури, очолював методичне об'єднання українських словесників. З 1977 р.  викладав у Рівненському державному педінституті (нині Рівненський державний гуманітарний університет).
У 1986—1989 рр.  навчався в аспірантурі НДІ педагогіки НАН України. У 1994—1997 рр. — докторант Національного педагогічного університету ім. М. П. Драгоманова, де й захистив докторську дисертацію «Лінгво-методичні засади навчання орфографії української мови в основній школі» (науковий керівник кандидатської дисертації і консультант докторської — член-кореспондент НАПН України, доктор педагогічних наук, професор О. М. Біляєв).
Працював старшим викладачем, доцентом кафедри української мови; професором, завідувачем кафедри методики викладання і культури української мови РДГУ, був головним редактором університетського збірника наукових праць «Оновлення змісту, форм та методів навчання і виховання в закладах освіти». З 2006 р. — професор кафедри української філології, завідувач кафедри української мови (нині — української мови і літератури) Національного університету «Острозька академія» (2010—2020 рр.), голова навчально-методичної ради університету.
Основні напрями наукових досліджень пов'язані з проблемами мовленнєвого розвитку студентів і школярів, технологіями підвищення правописної грамотності в умовах сучасного мовленнєвого середовища, означеного інтерференційними впливами. Створив наукову школу «Сучасні технології навчання української мови у вищій і загальноосвітній школах», підготував шістьох кандидатів і доктора педагогічних наук. Автор понад 220 наукових праць, з-поміж яких публікації в журналах, що входять до бази WOS.
Член спеціалізованих учених рад із захисту кандидатських і докторських дисертацій зі спеціальності 13.00.02 — теорія і методика навчання (українська мова); член редколегій науково-методичних журналів «Нова педагогічна думка», «Українська мова і література в школі», «Українська мова і література в школах України»; організатор всеукраїнських науково-практичних конференцій «Актуальні проблеми культури української мови і мовлення».
Нагороджений Почесними грамотами Рівненської облдержадміністрації, МОН України, нагрудними знаками — «Відмінник освіти України», «Петра Могили», найвищою срібною нагородою Національного університету «Острозька академія» — медаллю «Князь Василь-Костянтин Острозький», нагороджений почесного звання «Заслужений працівник освіти України», відзначений нагородою Ярослава Мудрого в галузі науки і техніки.

## Доробок
- Distanse learning during pandemic: its essence, advantages, and disadvantages in the educational process. Ad alta: journal of interdisciplinary research. 2022. issue 1, special  ХХУ. P. 219—223;
- Neuropsychological Approach in the Study of Linguistic Phenomena in the Context of the Study of the Conceptual Sphere of People's Morality.  Golopyc, I (2022). BRAIN. Broad Research  in Artificial Intelligence and Neuroscience, 13(2), 166—190
- Монографія «Наукові основи навчання орфографії в середній школі», названа О. М. Біляєвим в числі «найважливіших публікацій провідних учених-методистів та філологів України»
- Стратегічні напрями розвитку сучасної української лінгводидактики. Тернопіль: Підручники і посібники, 2021
- Innovative education of students-philologists of the humanitarian-pedagogical college. Education pedagogy: problems and prospects for development in the context of reform. Editors: Slawomir Sliwa, Olga Tsybulko.  Monograph. Opole: The Academy of  Management and Administration in Opole, Poland, 2020. § 4.7. C. 336—344
- Text as a way of professionally oriented speech competence of humanities and pedagogical college students. Scientific developments of European countries in the area of philological researches: Collective monograph. Part 2. Wloclawek, Poland, 2020. C.488-504
- «Технологія експериментально-дослідного навчання орфографії української мови» (Рівне, 2005)
- «Зв'язок у вивченні орфографії зі структурними рівнями української мови» (Остріг, 2011), «Опорний матеріал із методики викладання української мови» (Остріг, 2019)